# Esso (marque)
Pour les articles homonymes, voir Esso.
Esso est une marque associée à la compagnie pétrolière américaine ExxonMobil.
Le nom est dérivé des initiales de la Standard Oil, avant 1911 lorsqu'elle s'appelait Eastern States Standard Oil (ESSO). En 1972, cette marque a été en grande partie remplacée aux États-Unis par la marque Exxon après avoir acheté la Humble Oil, tandis que Esso est resté largement utilisée ailleurs dans le monde.

## Historique

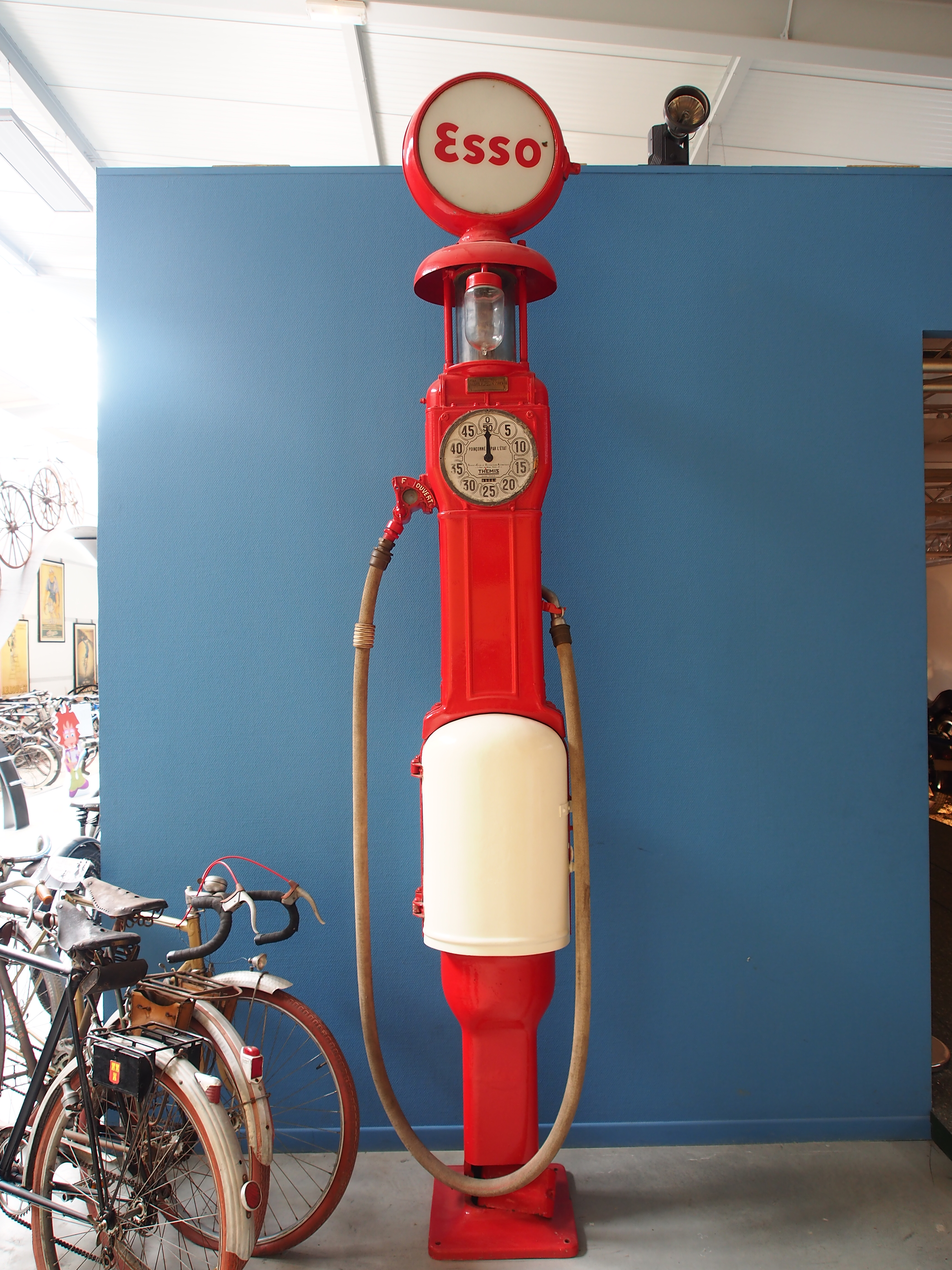
Ancienne pompe française d'Esso.

En 1911, le démantèlement de la Standard Oil fondée par John D. Rockefeller conduit à la formation de 34 sociétés indépendantes (Mobil, Chevron) dont certaines gardent le droit d'utiliser la marque Standard Oil dans certains États américains ou pays, comme la Standard Oil of New Jersey qui prend progressivement le nom d’Eastern States Standard Oil ou Esso (contraction phonétique de SO. ou sigle de la Eastern States SO).
Face aux lois anticollusion, John D. Rockefeller avait déjà expatrié la Standard Oil of New Jersey en l'implantant entre autres en France dès 1902 grâce à la reprise de la société Bedford et Cie, spécialisée dans l’importation des huiles.
En France, Esso met en service sa première raffinerie en 1933, la raffinerie de Port-Jérôme-Gravenchon puis celle de Fos en 1965. Elle lance en 1976 les Esso Self, premières stations en libre service et en 2001 les Esso Express, stations 100 % automatiques.
Esso annonce le 28 août 2014 la vente de ses 322 stations-service à la holding irlandaise DCC, qui continue d'exploiter la marque Esso.
Le 1er novembre 2024, Esso cède au consortium « Rhône Energies »  créé par Trafigura et Entara LLC,, la raffinerie de Fos-sur-Mer ainsi que les terminaux de Toulouse et Villette-de-Vienne pour un montant de 130 millions de dollars.
Le 28 mai 2025, la maison mère ExxonMobil annonce qu'elle entre en négociation exclusive avec la compagnie pétrolière canadienne North Atlantic Refining (en), en vue de vendre la totalité de sa participation dans Esso SAF,.